# New Douglas Park
O New Douglas Park é um estádio de futebol localizado em Hamilton, Escócia, e é onde são mandados os jogos do Hamilton Academical.
Sua capacidade máxima é de 6.000 espectadores e o recorde de público foi de 5.078 em 15 de Março de 2008 contra o Dundee.